# Ножка Степан Захарович
Степа́н Заха́рович Но́жка (нар. 1915 — пом. 1984) — радянський військовик часів Другої світової війни, сапер 69-го окремого армійського інженерного батальйону 37-ї армії, червоноармієць. Герой Радянського Союзу (1943).

## Життєпис
Народився 17 травня 1915 року в селі Кручик, нині Богодухівського району Харківської області, в селянській родині. Українець. Здобув початкову освіту. Працював у колгоспі «Шлях Леніна», згодом переїхав до Харкова.
З початком німецько-радянської війни перебував на тимчасово окупованій території. До лав РСЧА призваний у березні 1943 року Богодухівським РВК.
Особливо сапер 69-го армійського інженерного батальйону 37-ї армії Степового фронту червоноармієць С. З. Ножка відзначився під час битви за Дніпро. У ході проведення десантної операції радянських військ поблизу села Солошине (Полтавська область) діяв у розрахунку старшого сержанта В. Ф. Цветкова. Протягом 35 годин безперервної роботи на поромі під щільним артилерійським і мінометним вогнем супротивника переправив на правий беріг річки Дніпро 808 осіб людського складу і 419 ящиків з боєприпасами. Внаслідок прямого влучення ворожого снаряду в пором був поранений, але свій пост не залишив і спільно з іншими бійцями підняв з двометрової глибини 76-мм гармату й доправив її на плацдарм на правому березі Дніпра.
Член ВКП(б) з 1944 року. У подальшому воював на 2-му та 3-му Українських фронтах. Сержант С. З. Ножка демобілізований у 1945 році.
Мешкав у рідному селі, працював тваринником на фермі. Помер 24 серпня 1984 року.

## Нагороди
Указом Президії Верховної Ради СРСР від 20 грудня 1943 року «за успішне форсування річки Дніпро, міцне закріплення плацдарму на західному березі річки Дніпро та виявлені при цьому відвагу і героїзм», червоноармійцеві Ножці Степану Захаровичу присвоєне звання Героя Радянського Союзу з врученням ордена Леніна і медалі «Золота Зірка» (№ 2589).
Також нагороджений низкою медалей.